# Grande Stand no rio Ugra
O Grande Stand no Rio Ugra (em russo:  Великое стояние на Угре), também conhecido como a Batalha do Ugra, foi um impasse em 1480 nas margens do Rio Ugra entre as forças de Akhmat Khan da Grande Horda e do Grão-Príncipe Ivan III do Grão-Ducado de Moscou. 
Depois que Ivan III parou de prestar tributo à Horda, Akhmat Khan liderou um exército em direção a Moscou, levando a um impasse entre os dois exércitos nas margens do rio. Akhmat Khan esperou que seus reforços lituanos chegassem, mas eles nunca o fizeram, com uma tentativa mongol de atravessar o rio falhando devido ao fogo russo, levando Akhmat Khan a recuar. Ambos os exércitos partiram depois de poucos combates
Na historiografia russa, tem sido interpretado como o fim do "jugo tártaro" na Rússia, embora alguns historiadores acreditem que o evento em si foi insignificante e não mudou as relações russo-tártaras. No entanto, o evento é geralmente considerado como o fim da suserania tártara nominal sobre a Rússia.